# ایلیا سیستم اپراتور
ایلیا سیستم اپراتور (به انگلیسی: Elia System Operator) شرکت برق بلژیکی است، که یکی از بزرگ‌ترین اپراتورهای انتقال انرژی الکتریکی در این کشور می‌باشد.
دفتر مرکزی شرکت ایلیا در شهر بروکسل قرار دارد. بخشی از سهام این شرکت در بازار بورس یورونکست بروکسل معامله می‌شود. این شرکت یکی از بزرگ‌ترین اپراتورهای سیستم انتقال اصلی اروپا است که در بلژیک و آلمان فعالیت می‌کند.
این شرکت، برق را از ژنراتورها به اپراتورهای سیستم توزیع منتقل می‌کند که سپس به شرکت‌های کوچک و متوسط و خانه‌ها برق‌رسانی می‌کنند. ایلیا همچنین با کاربران صنعتی عمده که مستقیماً به شبکه ولتاژ بالای آن متصل می‌شوند، قرارداد دارد.
فعالیت‌های اصلی ایلیا شامل مدیریت زیرساخت شبکه (نگهداری و توسعه تأسیسات ولتاژ بالا)، مدیریت سیستم برق (نظارت بر جریان‌ها، حفظ تعادل بین مصرف و تولید برق به صورت ۲۴ ساعته و ۷ روز هفته، واردات و صادرات به و از کشورهای همسایه) و تسهیل بازار (توسعه خدمات و سازوکارها با هدف توسعه بازار برق در سطح ملی و اروپایی) است. گروه ایلیا همچنین از طریق شرکت تابعه الیا گرید اینترنشنال که در سال ۲۰۱۴ تأسیس شد، خدمات مشاوره‌ای و مهندسی ارائه می‌دهد.